# Dobrinja
Dobrinja (serbokroatisch-kyrillisch Добриња) ist ein Stadtteil im Westen von Sarajevo, welcher administrativ zur Stadtgemeinde Novi Grad gehört. Nach Schätzungen hat Dobrinja um die 40.000 Einwohner. Es liegt nördlich des Flughafens Sarajevo unterhalb des Hügels Mojmilo. Den Namen erhielt der Ort vom gleichnamigen Bach, an dem er liegt.

## Geographie

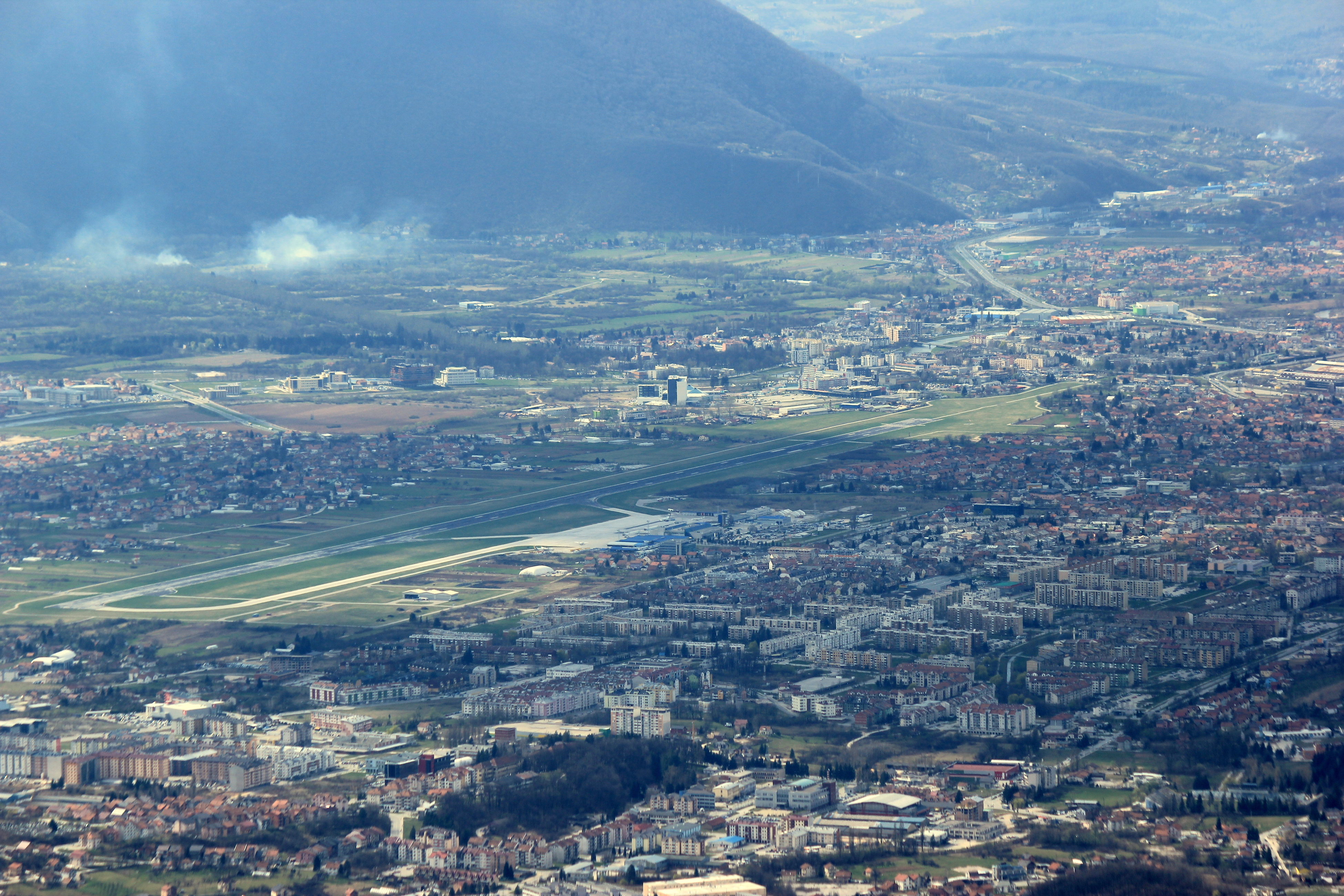
Blick vom Trebević auf Dobrinja und den Flughafen

Der Stadtteil wird noch in Mjesne zajednice unterteilt (MZ Dobrinja A, B, C und D). Dobrinja liegt größtenteils im Kanton Sarajevo in der Föderation, abgesehen kleine Teile von Dobrinja IV und Dobrinja I, die zur Gemeinde Istočno Novo Sarajevo in der Republika Srpska gehören.

## Geschichte
Die ersten Bauarbeiten für den Siedlungsbau wurden 1983 fertiggestellt. Die Siedlungen wurden hauptsächlich für Sportler genutzt, die an den Olympischen Winterspielen 1984 in Sarajevo teilnahmen. Es beinhaltete auch eine Schule und einen Oberleitungsbus ins Stadtzentrum.
Während der Belagerung von Sarajevo im Bosnienkrieg 1992–1996 verlief die Frontlinie mitten durch den Stadtteil, wodurch dieser schwer beschädigt wurde.